# Альзенц
Альзенц (нім. Alsenz) — громада в Німеччині, розташована в землі Рейнланд-Пфальц. Входить до складу району Доннерсберг. Центр об'єднання громад Альзенц-Обермошель.
Площа — 12,88 км2. Населення становить 1647 ос. (станом на 31 грудня 2020).

## Галерея

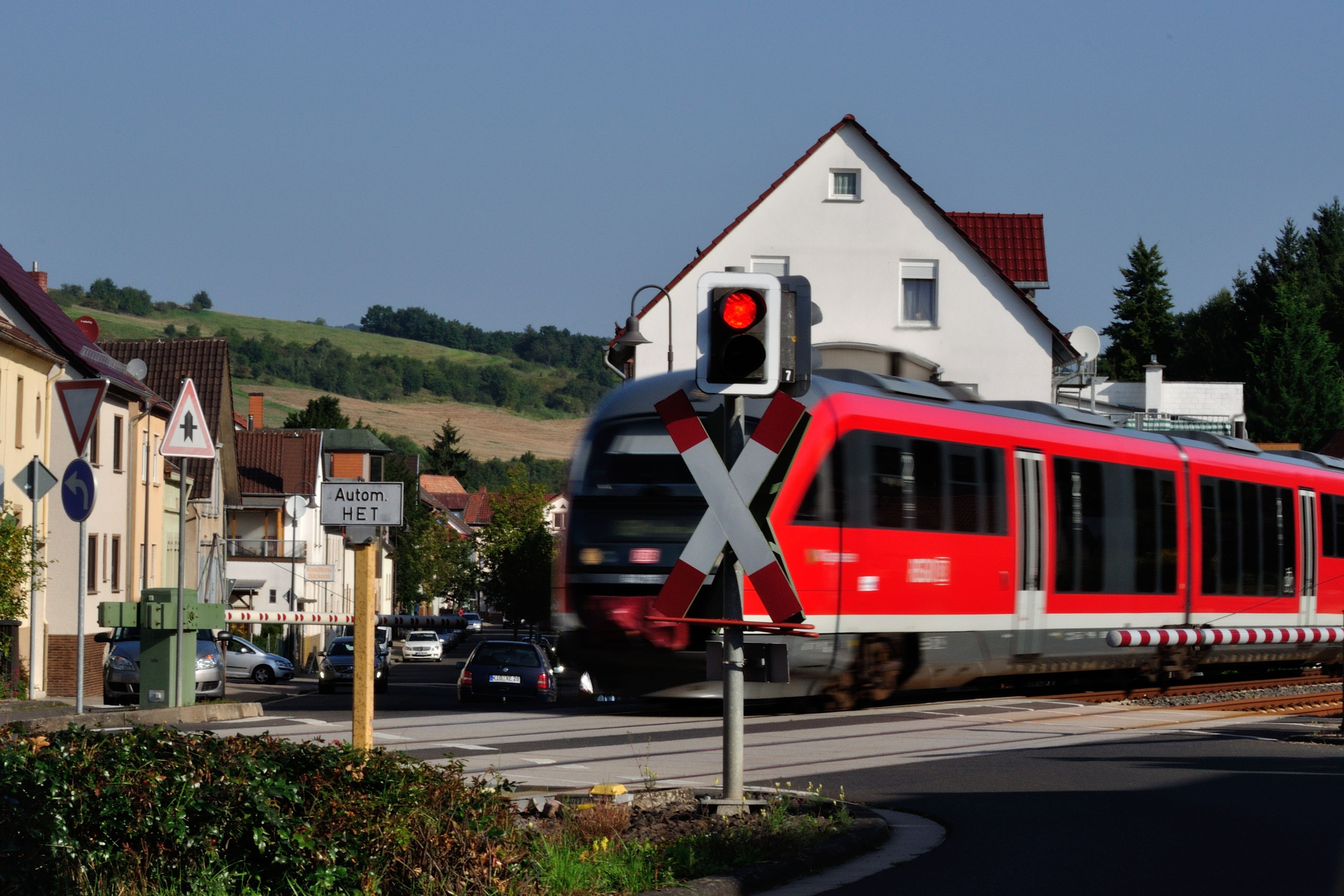